# Circonscriptions électorales du canton de Saint-Gall

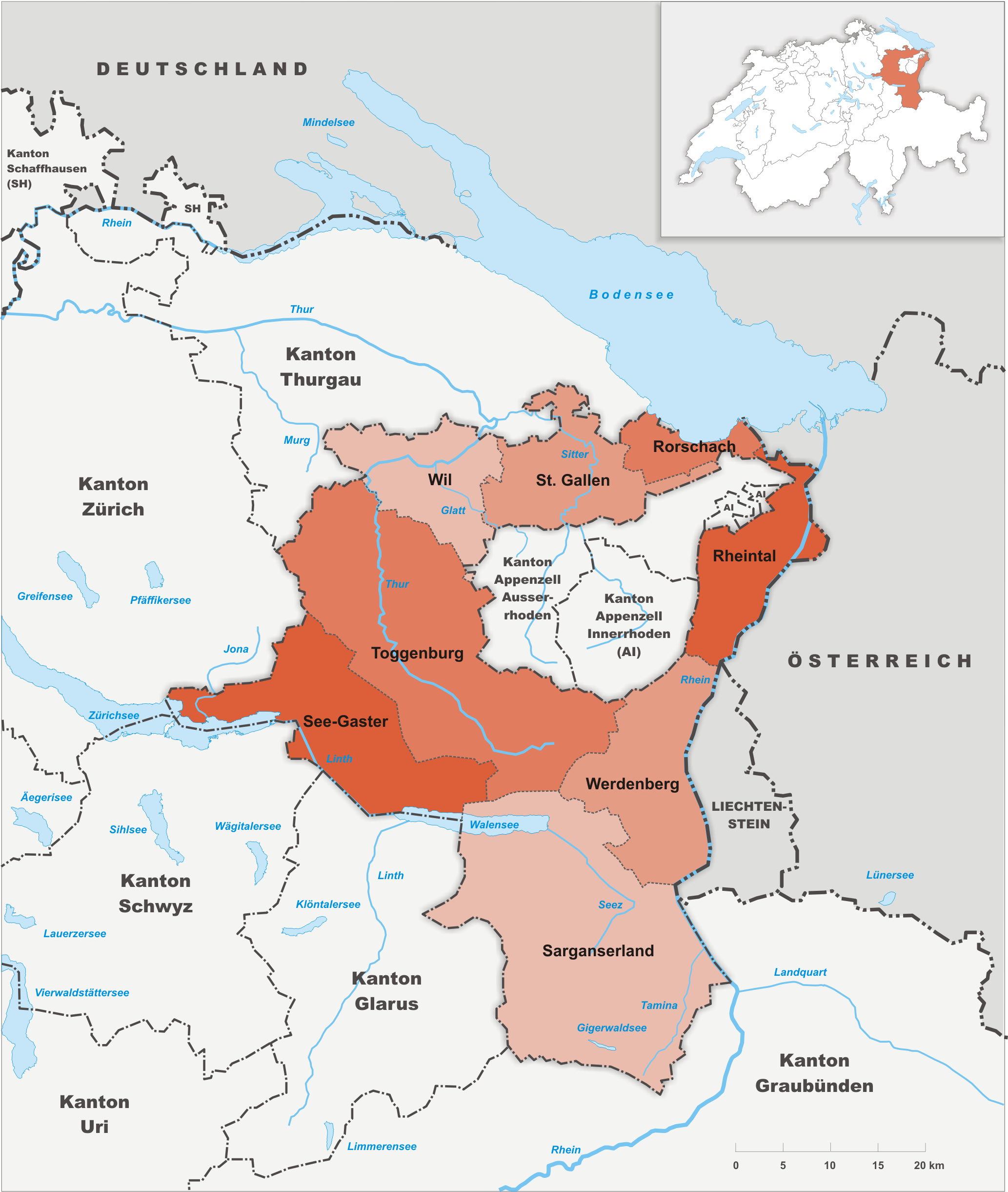
Circonscriptions électorales du canton de Saint-Gall

Depuis le 1er janvier 2003, le canton de Saint-Gall n'est plus divisé en districts, mais en huit circonscriptions électorales (Wahlkreis en allemand) :

## Liste
| Nom           | N° OFS | Communes | Population (décembre 2022) | Superficie (km2) | Densité (hab./km2) |
| ------------- | ------ | -------- | -------------------------- | ---------------- | ------------------ |
| Saint-Gall    | B1721  | +09,     | +122 903,                  | +0157,69         | 779                |
| Rorschach     | B1722  | +09,     | +044 676,                  | +0050,37         | 887                |
| Rheintal      | B1723  | +13,     | +076 608,                  | +0138,88         | 552                |
| Werdenberg    | B1724  | +06,     | +041 288,                  | +0206,5          | 200                |
| Sarganserland | B1725  | +08,     | +042 969,                  | +0517,75         | 83                 |
| See-Gaster    | B1726  | +10,     | +070 554,                  | +0245,83         | 287                |
| Toggenburg    | B1727  | +12,     | +047 916,                  | +0488,56         | 98                 |
| Wil           | B1728  | +10,     | +077 709,                  | +0145,17         | 535                |
| Total         | Total  | +77,     | +525 967,                  | +2 025,54        | 260                |